# Tolls del Marrueco
Els Tolls del Marrueco és una surgència d'aigua del terme de l'antic poble d'Herba-savina, pertanyent al municipi de Conca de Dalt, al Pallars Jussà. Antigament era del terme d'Hortoneda de la Conca.
Estan situats a 1.564 m d'altitud, al vessant oriental de la Cogulla, en el paratge del mateix nom, a prop i al nord de la Pista del Roc de Torrent Pregon, a orient del Serrat de l'Agranador i a ponent del Planell del Grau.